# Annette Kolb (Biologin)
Annette Kolb (* 20. Jahrhundert in Bremen) ist eine deutsche Biologin und Vegetationsökologin an der Universität Bremen.

## Leben und Wirken
Annette Kolb machte 1992 an der Berliner John. F. Kennedy Schule ihr Abitur und studierte Biologie an der Eberhard Karls Universität Tübingen und in den USA. 1999 wurde ihr der Master of Science (M.Sc.) in Plant Biology der University of Massachusetts verliehen. 2000 legte sie das Staatsexamen für das Lehramt in Biologie und Geographie an der Albert-Ludwigs-Universität Freiburg ab. Sie promovierte zu Untersuchungen der Auswirkungen von Fragmentierungen an der Teufelskralle (Phyteuma, Gattung innerhalb der Familie der Glockenblumengewächse (Campanulaceae)) in einem Schutzgebiet in der Nähe von Stade. 2005 reichte sie ihre Dissertation an der Universität Bremen ein. Kolb arbeitet unter anderem als Dozentin in der Arbeitsgruppe von Martin Diekmann mit.
Kolb forscht und arbeitet an der Populationsbiologie von Pflanzen, in der Evolutionäre Ökologie, zu Tier-Pflanzen-Interaktionen (Herbivorie) und den Auswirkungen von globalen Umweltveränderungen (v. a. Habitatfragmentierung und Klimawandel). Annette Kolb ist auch in der Lehre tätig und bietet unter anderem Bestimmungsübungen und vegetationskundliche Kurse in den Biologie- und Ökologie-Studiengängen der Uni Bremen an.

## Auszeichnungen (Auswahl)
- Bremer Studienpreis 2005; Sonderpreis des Rotary Club Bremen-Roland für ihre Dissertation "The distribution of forest plant species in a fragmented landscape: patterns and processes".[2]
- Horst-Wiehe-Preis 2005, verliehen von der Gesellschaft für Ökologie für ihre Dissertation "The distribution of forest plant species in a fragmented landscape: patterns and processes". Der Preis wird alle zwei Jahre für herausragende wissenschaftliche Arbeit zu einer ökologischen Fragestellung an junge Wissenschaftler vergeben. In der Laudatio wird ihre Arbeit als Musterbeispiel ökologischer Forschung gewertet.[3]
- Volunteers Program National Award 2001; U.S. Forest Service award for botanical work on the White River National Forest, Colorado, 2000

## Publikationen (Auswahl)
- A. Kolb, M. Diekmann (2004): Effects of environment, habitat configuration and forest continuity on the distribution of forest plant species Journal of Vegetation Science, Volume 15, Issue 2, pages 199–208, doi:10.1111/j.1654-1103.2004.tb02255.x
- A. Kolb, M. Diekmann (2005): Effects of Life-History Traits on Responses of Plant Species to Forest Fragmentation Conservation Biology, Volume 19, Issue 3, pages 929–938, doi:10.1111/j.1523-1739.2005.00065.x
- A. Kolb (2005): Reduced reproductive success and offspring survival in fragmented populations of the forest herb Phyteuma spicatum Journal of Ecology, Volume 93, Issue 6, pages 1226–1237, doi:10.1111/j.1365-2745.2005.01049.x
- Pieter De Frenne, Lander Baeten, Bente J. Graae, Jörg Brunet, Monika Wulf, Anna Orczewska, Annette Kolb, Ivy Jansen, Aurélien Jamoneau, Hans Jacquemyn, Martin Hermy, Martin Diekmann, An De Schrijver, Michele De Sanctis, Guillaume Decocq, Sara A. O. Cousins, Kris Verheyen (2011): Interregional variation in the floristic recovery of post-agricultural forests. Journal of Ecology. Volume 99, Issue 2, pages 600–609, doi:10.1111/j.1365-2745.2010.01768.x
- I. Lemke, A. Kolb, M. Diekmann (2012): Region and site conditions affect phenotypic trait variation in five forest herbs. Acta Oecologica 39: 18–24.